# Железнодорожный код приписки
Железнодоро́жный код припи́ски — система кодов, используемая в России и некоторых странах бывшего СССР. Каждой железной дороге отводится один или несколько кодов, состоящих из трёх цифр. Коды приписки в основном используются для нумерации пассажирских железнодорожных вагонов.

## Пример кодов
Список кодов железных дорог бывшего Советского Союза (некоторые из них используются до сих пор):
- 001—007 Октябрьская железная дорога
- 008—009 Литовские, Латвийская и Эстонские железные дороги[1]
- 010 Калининградская железная дорога
- 013—014 Белорусская железная дорога
- 017—023 Московская железная дорога
- 024—026 Горьковская железная дорога
- 028—031 Северная железная дорога
- 032—033 Юго-Западная железная дорога
- 034 УЗШК (Украинская железнодорожная скоростная компания, территориально - Юго-Западная железная дорога)
- 035—036 Львовская железная дорога
- 039 Молдавская железная дорога
- 040—041 Одесская железная дорога
- 043—044 Южная железная дорога
- 045—047 Приднепровская железная дорога
- 048—050 Донецкая железная дорога
- 051—053 Северо-Кавказская железная дорога
- 054—055 Азербайджанские железные дороги
- 056—057 Абхазская, Грузинская и Южно-Кавказская железные дороги[2]
- 058—059 Юго-Восточная железная дорога
- 061—062 Приволжская железная дорога
- 063—064 Куйбышевская железная дорога
- 067–072 — Казахстанские и Киргизская (Северное отделение) железные дороги, среди них бывшие:
  - 067 Западно-Казахская железная дорога
  - 068 Целинная железная дорога
  - 071—072 Алма-Атинская железная дорога
- 073—074 Киргизская (Южное отделение), Узбекистанские, Таджикская и Туркменские железные дороги[3]
- 076—078 Свердловская железная дорога
- 080—081 Южно-Уральская железная дорога
- Западно-Сибирская железная дорога, среди них:
  - 083 — Транссибирский участок
  - 084 — Алтайский участок
  - 086 Кузбасский регион — Северный участок
  - 087 Кузбасский регион — Новокузнецкий участок
- 085 Крымская железная дорога
- 088 Красноярская железная дорога
- 090, 092—093 Восточно-Сибирская железная дорога (включая бывшее Северобайкальское отделение бывшей БАЖД — 090).
- 091 Железные дороги Якутии
- 094 Забайкальская железная дорога
- 090, 096—099 Дальневосточная железная дорога (включая бывшее Тындинское отделение бывшей БАЖД — 090 и Сахалинский регион — 099)